# Kula Shaker
Kula Shaker — британская инди-рок-группа, выступающая с 1990-х годов, отличающаяся от большинства представителей брит-попа склонностью к использованию индийских музыкальных мотивов и аутентичных инструментов. Основатель группы, Криспиан Миллс, сын актрисы Хэйли Миллс и режиссёра Роя Боултинга, до Kula Shaker играл вместе с бас-гитаристом Алонзой Бивэном в психоделик-команде Objects of Desire. Дебютный альбом группы K поднялся до 1-го места в британских чартах, став на тот момент самым быстро продаваемым альбомом в истории после Definitely Maybe Oasis (250 000 за первую неделю после выпуска). Kula Shaker распались в 1999 году, но реформировались в 2005 году.

## Формирование
Криспиан Миллс познакомился с Алонзом Беваном в колледже Ричмонд-на-Темзе на юго-западе Лондона. Они начали играть в группе под названием Objects of Desire. Первоначальный состав группы состоял из Миллса (соло-гитара), Бевана (бас-гитара), Ричарда Кейва (ударные), Ли Морриса (ритм-гитара) и Маркуса Маклейна (вокал). В 1991 году Пол Винтерхарт присоединился к группе, заменив Френча на ударных. В этот период Криспиан и Алонза управляли ночным клубом Mantra Shack, именно в нём группа выступала.
В начале 1993 года группа распалась, после чего Миллс отправился в духовное паломничество, путешествуя с рюкзаком по Индии. Поездка оказала глубокое влияние на гитариста, вызвав глубокий интерес к индийской культуре и индуизму. Вернувшись в Великобританию, он создал новую группу под названием The Kays, в которую входили Беван, Уинтерхарт и двоюродный брат Миллса, Сол Дисмонт. Дебютное живое выступление группы состоялось в 1993 году на фестивале в Гластонбери. В течение года Дисмонт покинул группу, но был заменён Джеем Дарлингтоном, который ранее был членом нескольких групп. После двух лет гастролей и записи The Kays решили изменить название и музыкальное направление.
В мае 1995 года Миллс предложил группе взять название Kula Shaker в честь одного из двенадцати альваров (святых южной Индии), короля Кулашекхары. В индийской культуре имя Кулашекхара считается счастливым или благоприятным, это и привлекло группу. Миллс также утверждал, что музыка группы в будущем должна следовать более духовному и мистическому направлению, в соответствии с его собственным растущим интересом к философии Гаудия-вайшнавизма. Этот новый акцент на индийском мистицизме и инструментовке, сочетающейся с битловским стилем, вызвал влияние 1960-х годов, уже присутствующее в музыке группы.

## Успех и распад (1995—1999)

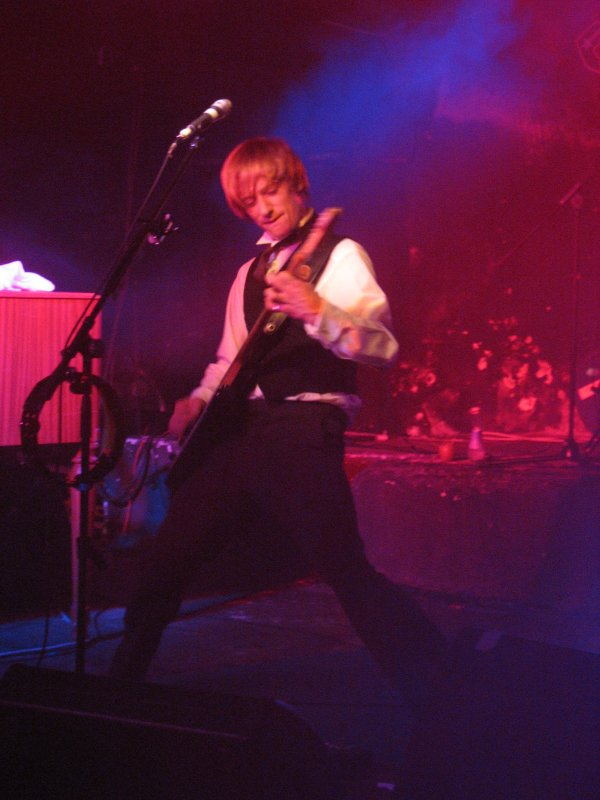
Криспиан Миллс

В сентябре 1995 года Kula Shaker стали совместными победителями конкурса In the City, что быстро привело к подписанию контракта с Columbia Records. Дебютный сингл «Tattva (Lucky 13 Mix)» был выпущен на CD и ограниченном 7-дюймовом виниле в январе 1996 года, но вошёл в Топ-75 Великобритании под номером 86. В апреле быстро последовал второй сингл группы «Grateful When You are Dead», фрагмент рока в стиле Джими Хендрикса, который должен был стать их дебютным синглом в Великобритании Top 40. Музыкальная пресса и публика, наконец, начали обращать внимание на группу. Это привело к тому, что сингл «Tattva» занял 4-е место в UK Singles Chart. Восхождение группы продолжилось с их третьим синглом «Hey Dude», более традиционной рок-песней.
В сентябре был выпущен дебютный альбом группы K, который стал самым продаваемым дебютным альбомом в Великобритании с момента дебюта группы Elastica в прошлом году. Он стал дважды платиновым в январе 1997 года. Альбом разошёлся тиражом более 850 000 копий в Великобритании и ещё 250 000 копий в Соединённых Штатах.
Четвертым и последним синглом с альбома стал «Govinda», который в декабре того же года занял 7-е место в UK Singles Chart. Общий объём продаж всех синглов от альбома составил полмиллиона.
1997 год стал успешным для группы. Он принес им четыре номинации на премию BRIT Awards. В результате они победили в категории «Британский прорыв». В том же месяце группа выпустила свой самый известный хит, кавер-версию песни «Hush», которая заняла 2-е место. Песня также оказалась успешной в США, она была использована в саундтреке к триллеру «Я знаю, что вы сделали прошлым летом» и в трейлере фильма «Kingsman: Секретная служба». Песня также заняла 224-е место по версии Virgin Radio в опросе «Величайшие песни 20-го века». После выхода сингла некоторые опрометчивые высказывания Криспиана Миллса о традиционных мистических свойствах свастики вызвали негативную реакцию некоторых британских СМИ.

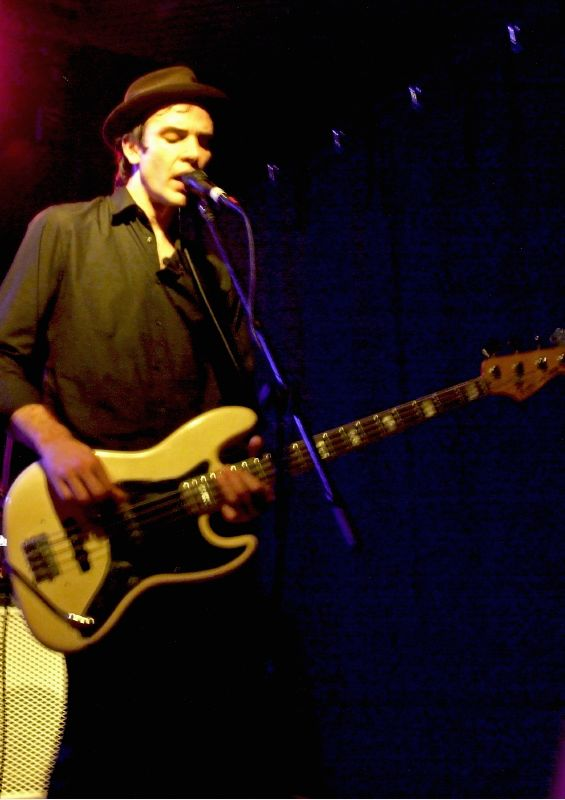
Алонза Беван

Несмотря на это, группа продолжила серию живых выступлений летом того же года. Фокус внимания во второй половине 1997 года переместился в США. Сингл «Tattva» занял 10-е место в чарте современных рок-треков, а «Hey Dude» ― 25-е. Сам альбом занял 11-е место в чарте Heatseekers и поднялся до № 200 в чартах Billboard. Мини-альбом Summer Sun был выпущен в США для тамошних поклонников группы. Все шесть треков с альбома были би-сайдами более ранних британских синглов.
После первоначальных разногласий с руководством Kula Shaker выпустила единственный в Великобритании сингл «Sound of Drums» в апреле 1998 года, который занял 3-е место. Обещанный альбом летом того же года так и не вышел. В результате ажиотаж, созданный синглом, быстро прошёл. Поклонникам пришлось подождать до февраля 1999 года, чтобы услышать ещё какой-либо новый материал с предстоящего второго альбома.
Второй альбом Peasants, Pigs & Astronauts был частично записан в Астории, принадлежащей гитаристу Pink Floyd Дэвиду Гилмору. Бретт Финдли присоединился к группе в качестве ударника и оставался с группой до их распада в конце 1999 года. Выпуску альбома предшествовал сингл «Mystical Machine Gun», который не оказал такого сильного влияния на чарты, как их предыдущие синглы, достигнув 14-го места и оставаясь всего две недели в Топ-40. Сам альбом в марте 1999 года получил смешанные отзывы и был продан в количестве всего 25 000 копий в первую неделю. Он занял 9-е место в чарте альбомов, проведя всего 10 недель в Топ-75 Великобритании. Альбом стал золотым в Великобритании (продано более 100 000 копий). Третий и последний сингл с альбома, «Shower Your Love», не смог возродить популярность группы, остановившись на 14-м месте.
В июне они сыграли на фестивале в Гластонбери и стали хедлайнерами фестиваля ящериц в Корнуолле в августе 1999 года, приуроченного к полному солнечному затмению. Группа провела ещё несколько выступлений на фестивале, прежде чем дать свой последний концерт в Нидерландах в конце августа.

В сентябре того же года группа объявила о распаде. 
Мне очень понравилось проводить время с Kula Shaker. Я испытал больше, чем мог себе представить, ― прокомментировал Миллс. — Мы отлично провели время и были очень сплочённой группой, но приходит время, когда ты хочешь заниматься своими делами.

## Реюнион и продолжение деятельности  (2005—2024)
В 2005 году Kula Shaker воссоединились, дав незадолго до католического Рождества секретный концерт в пабе «The Wheatsheaf». Выступление прошло без клавишника Джея Дарлингтона, который в то время работал с группой Oasis. Первым полноформатным альбомом после воссоединения (и третьим в дискографии группы) стал Strangefolk, выпущенный в 2007 году.
В 2009 году группа посетила с концертами Россию: 2 апреля состоялся концерт в московском клубе Б2, 4 апреля — в петербургском клубе «Зал ожидания».
28 июня 2010 года у группы вышел альбом Pilgrim’s Progress.
2016 год ознаменовался выходом альбома K 2.0 и последним концертным туром перед большой паузой в выступлениях.
В марте 2022 года группа анонсировала первый за шесть лет тур и новый альбом, который увидел свет 10 июня и получил название 1st Congregational Church of Eternal Love and Free Hugs.
2 февраля 2024 года состоял релиз седьмой пластинки Natural Magick.

## Дискография

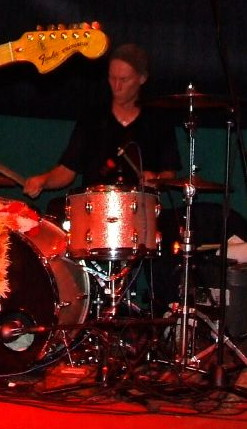
Пол Уинтерхарт

### Студийные альбомы
- K (1996)
- Peasants, Pigs & Astronauts (1999)
- Strangefolk (2007)
- Pilgrim’s Progress (2010)
- K 2.0 (2016)
- 1st Congregational Church of Eternal Love and Free Hugs (2022)
- Natural Magick (2024)

### Мини-альбомы
- Summer Sun EP 1997
- Revenge of the King 2006
- Freedom Lovin' People 2007
- iTunes Festival London EP 2007

### Компиляции
- Kollected: Best of Kula Shaker (2002)
- Tattva: The Very Best Of Kula Shaker (2007)

### Синглы
- «Tattva (Lucky 13 Mix)» 1996
- «Grateful When You’re Dead» 1996
- «Tattva» 1996
- «Hey Dude» 1996
- «Govinda» 1996
- «Hush» 1997
- «Sound Of Drums» 1998
- «Mystical Machine Gun» 1999
- «Shower Your Love» 1999
- «Second Sight» 2007
- «Out on the Highway» 2007
- «Drink Tea (For the Love of God)» 2007
- «Peter Pan R.I.P» 2010
- «Christmas Time (Is Here Again)» 2010